# Jüdischer Friedhof (Szczebrzeszyn)

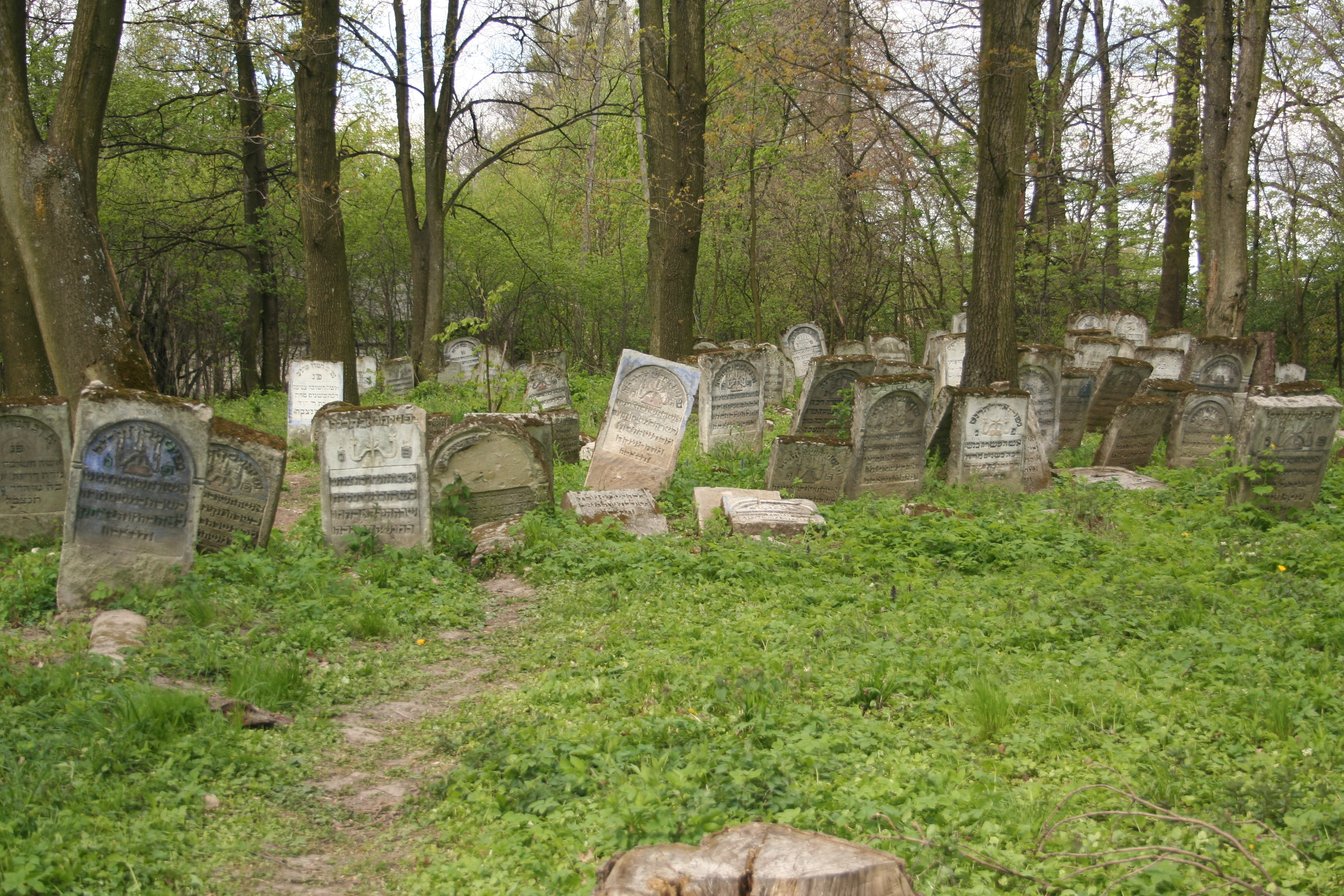
Jüdischer Friedhof in Szczebrzeszyn

Der Jüdische Friedhof in Szczebrzeszyn, einer polnischen Stadt in der Woiwodschaft Lublin, stammt aus dem frühen 16. Jahrhundert. Er ist einer der ältesten jüdischen Friedhöfe in Polen.
Bereits 1507 gab es in Szczebrzeszyn eine jüdische Gemeinde. Der älteste erhaltene Grabstein (Mazewa)  stammt von 1545. Insgesamt gab es bis zu 2000 Grabsteine, von denen heute noch mehrere hundert vorhanden sind; viele davon allerdings zerbrochen.
Im Zweiten Weltkrieg fanden im Mai 1942 Massenexekutionen auf dem Friedhofsgelände statt. Dabei wurden über 1000 Menschen ermordet.
Ein Denkmal wurde 1991 für die Opfer des Holocaust errichtet.